# Chikusei
Chikusei (jap. 筑西市 Chikusei-shi) ist eine japanische Stadt in der Präfektur Ibaraki.

## Geographie
Chikusei liegt nördlich von Tsukuba.

## Geschichte
Die Stadt entstand am 28. März 2005 aus dem Zusammenschluss der Shi Shimodate (下館市, -shi) mit den Machi Akeno (明野町, -machi), Kyōwa (協和町, -machi) und Sekijō (関城町, -machi) des Makabe-gun (真壁郡).

## Verkehr
- Straße:
  - Nationalstraße 50
- Zug:
  - JR Mito-Linie: nach Mito oder Oyama

## Söhne und Töchter der Stadt
- Norihiko Akagi (* 1959), Politiker
- Ōtsuka Hironori (1892–1982), Begründer der Karate-Stilrichtung Wadō-Ryū
- Shingo Katayama (* 1973), Golfer
- Itaya Hazan (1872–1963), Töpfer
- Morita Shigeru (1907–2009), Maler

## Angrenzende Städte und Gemeinden
- Yūki
- Tsukuba
- Shimotsuma
- Sakuragawa
- Oyama